# Heimbach (Reichenbach)
Der Heimbach ist ein linker Zufluss des Reichenbaches im Landkreis Aschaffenburg im bayerischen Spessart.

## Name
Der Name Heimbach besteht aus den mittelhochdeutschen Wörtern hagen (später Hain), das „kleines Wäldchen“ bedeutet und bach. Als Erklärung ergibt sich daraus „Bach, der durch ein Wäldchen fließt“. Der Heimbach gab dem Ort Heimbach seinen Namen. Den gleichen Namensursprung haben auch die naheliegenden Orte Hemsbach und Heimbuchenthal.
Nicht zu verwechseln ist der Heimbach mit dem früheren Namen des Reichenbaches, der ebenfalls Heimbach hieß.

## Geographie

### Verlauf
Der Heimbach entspringt in Heimbach, speist dort einen kleinen Weiher und fließt nach Südosten. Er erreicht den unteren Bereich des Mömbriser Gewerbegebietes Klinger, das er verrohr passiert. Er unterquert die Staatsstraße 2309 und mündet nordöstlich der Heimbacher Mühle in den Reichenbach.

### Flusssystem Kahl
- Liste der Fließgewässer im Flusssystem Kahl